# Финал Лиги чемпионов УЕФА 2012
Финал Лиги чемпионов УЕФА 2012 года (нем. UEFA-Champions-League-Finale 2012, англ. 2012 UEFA Champions League Final) — финальный матч розыгрыша Лиги чемпионов УЕФА сезона 2011/12, 57-го сезона в истории Кубка европейских чемпионов и 20-го сезона в истории Лиги чемпионов УЕФА.
Место проведения было выбрано в январе 2009 года. Билеты на игру стали продавать за 2,5 месяца до матча, с 1 марта 2012 года, когда ещё не были известны финалисты. 25 апреля 2012 года стало известно, что в матче примут участие лондонский «Челси» и мюнхенская «Бавария», ставшая первым в истории Лиги чемпионов клубом, игравшим в финале на своём стадионе. Из-за этого финальный матч Лиги чемпионов 2012 года в Баварии прозвали «домашним финалом» (бав. Finale dahoam).
Футбольный матч состоялся в субботу, 19 мая 2012 года, на стадионе «Альянц Арена» в Мюнхене. В основное время победителя выявить не удалось: счёт оказался равным после голов Томаса Мюллера и Дидье Дрогба. Дополнительное время также не помогло определить чемпиона. По результатам послематчевой серии одиннадцатиметровых ударов победу во встрече одержал «Челси», завоевавший свой первый Кубок европейских чемпионов. Лондонский клуб стал также первым обладателем Кубка европейских чемпионов из своего города.
Поражение мюнхенской «Баварии» было воспринято болезненно, немецкая пресса и эксперты считали, что оно незаслуженно. В то же время как в Англии, так и во всём мире признавали долю везения игроков «Челси», иногда отдельно выделяя Дидье Дрогба, который «спас» матч и реализовал решающий удар в серии пенальти.
На следующий день после победы в турнире в Лондоне был организован парад в честь победы «Челси», в котором приняли участие десятки тысяч болельщиков. Также лондонскому клубу как победителю Лиги чемпионов в дальнейшем предстояло сыграть с победителем Лиги Европы текущего сезона (которым стал мадридский «Атлетико») в матче на Суперкубок УЕФА, а также стать полуфиналистом клубного чемпионата мира 2012 года.

## Место проведения

### Выбор места проведения

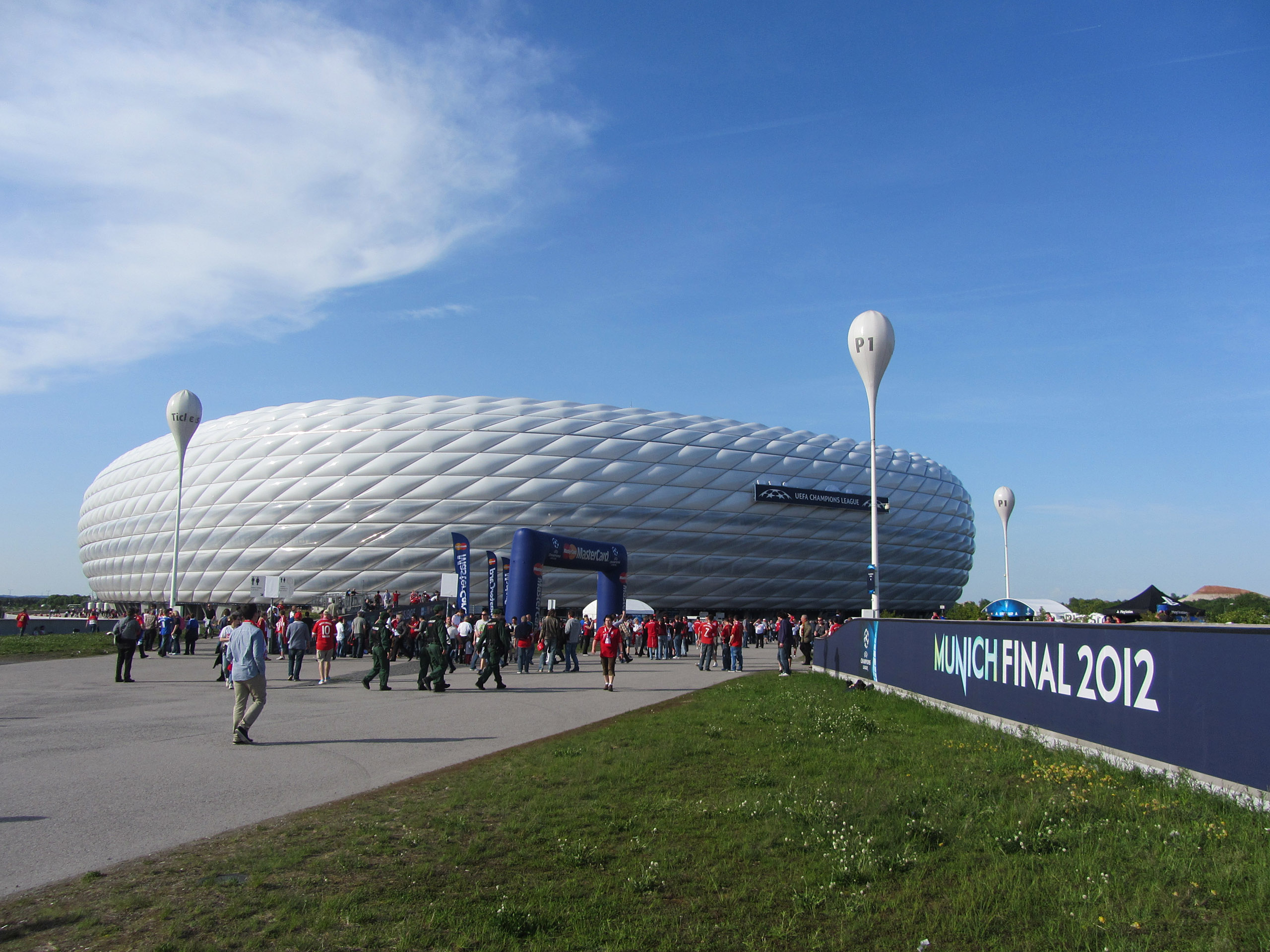
«Альянц Арена» перед финалом

Исполнительный комитет УЕФА в январе 2009 года объявил, что финал Лиги чемпионов 2012 года пройдёт в Мюнхене на стадионе «Альянц Арена». Поскольку германская страховая компания Allianz SE не являлась спонсором Лиги чемпионов УЕФА, официально место проведения называлось «Арена Мюнхен» (нем. Fußball Arena München).
Ранее в Мюнхене проводились финалы в 1979, 1993 и 1997 годах, в которых победу одержали, соответственно, английский «Ноттингем Форест», французский «Олимпик Марсель» и немецкая «Боруссия» из Дортмунда. Все три игры проходили на стадионе «Олимпиаштадион», построенном к летним Олимпийским играм 1972 года, однако с 2005 года главным стадионом города является построенная с нуля «Альянц Арена».
Правительство Мюнхена договорилось с УЕФА, что покроет 76,9 % расходов на проведение финального матча в 2012 году. Таким образом, УЕФА потратили всего 300 000 евро. Послом турнира был назначен чемпион Европы 1972 года и чемпион мира 1974 года Пауль Брайтнер.

### Продажа билетов и ажиотаж перед матчем

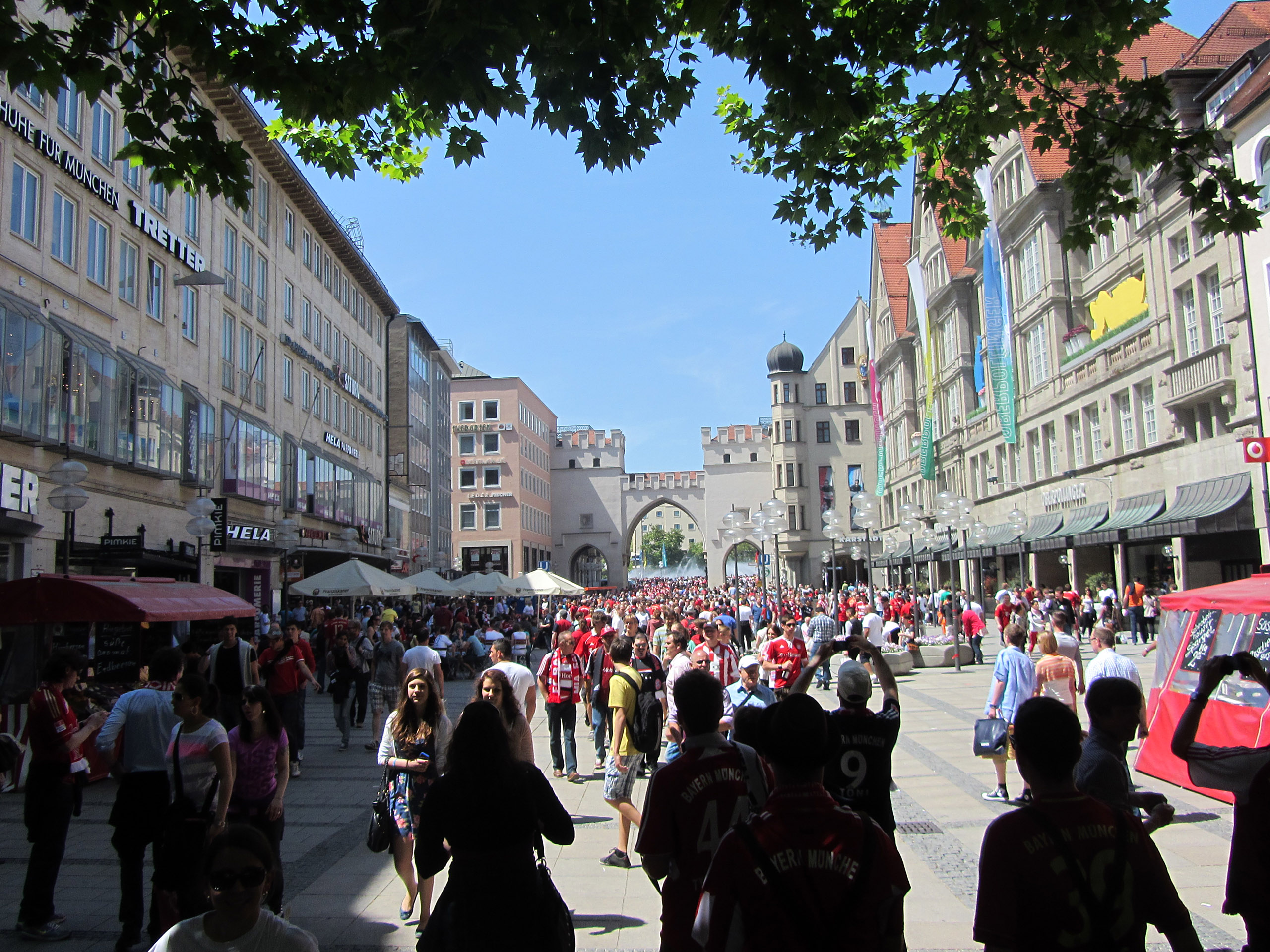
Болельщики и прохожие у Карловых ворот в Мюнхене в день финального матча

Билеты на матч поступили в продажу 1 марта 2012 года в 12 часов дня по центральноевропейскому времени. Широкой публике были распределены 42 000 билетов, что составило две трети от вместимости стадиона. Ещё 17,5 тысяч были зарезервированы за болельщиками клубов, которые попадут в финал, а также 7 000 для фанатов по всему миру. Остатки распределили между 53 национальными ассоциациями и партнёрами. По данным УЕФА, цены на билеты в 2012 стали ниже, что стало возможно благодаря появлению четвёртой категории по цене 70 евро, тогда как за третью категорию пришлось бы заплатить 160 евро, за вторую — 260, а номинал самых дорогих билетов составил 370 евро. Также были доступны билеты для инвалидов по цене четвёртой категории. 

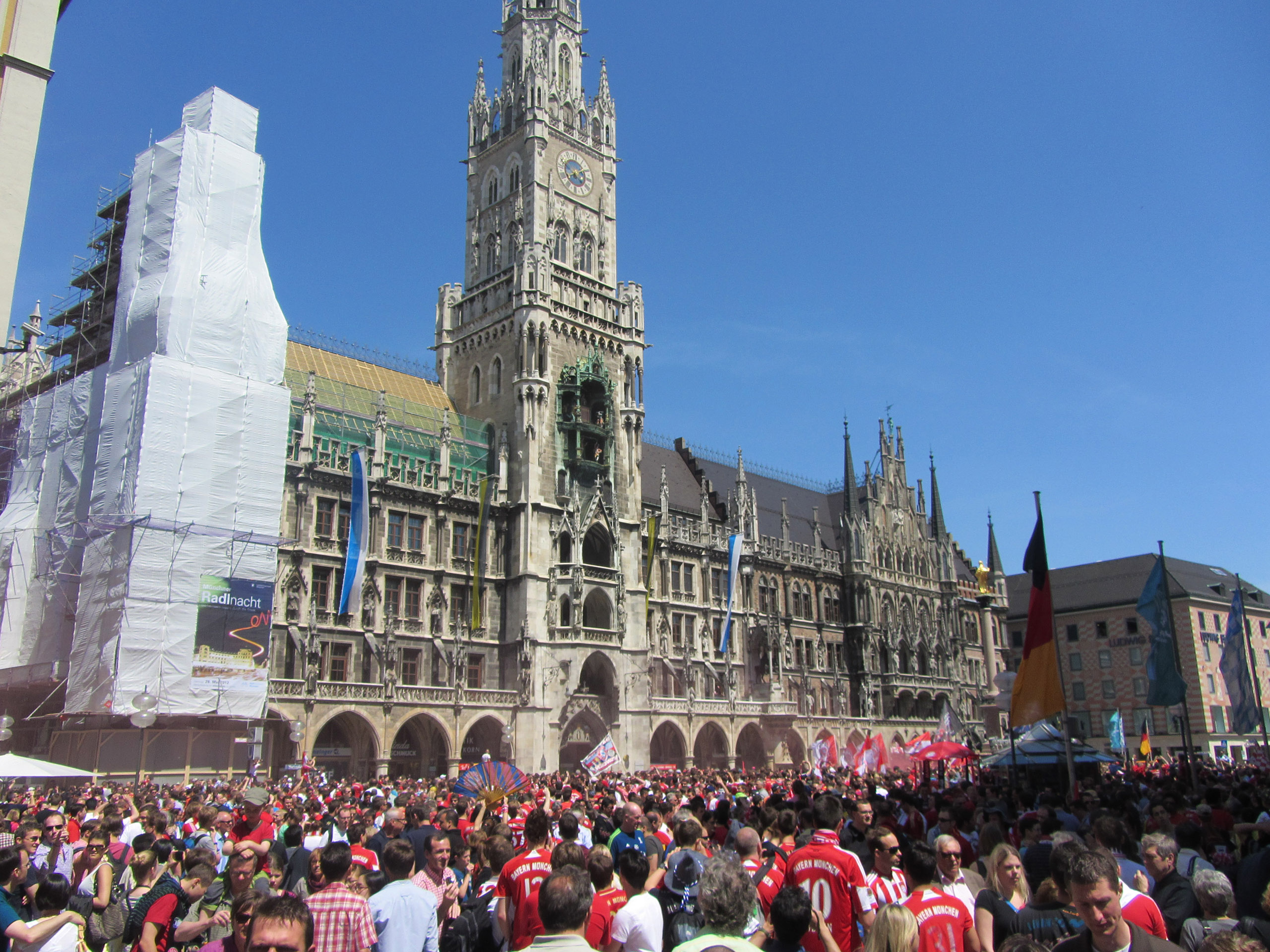
Люди около ратуши на площади Мариенплац в Мюнхене в день матча

Перед матчем, согласно британским источникам, цены на билеты на некоторых сайтах для перепродаж стали достигать 8 тысяч фунтов стерлингов при номинальной стоимости в 302 фунта (наценка в 30 раз). Из-за высокого ажиотажа власти Мюнхена организовали прямой эфир матча на Олимпийском стадионе и на Луге Терезы, месте проведения Октоберфеста, которые, как и стадион, были под контролем полиции и служб безопасности. После того, как лондонский «Челси» вышел в финал, английские болельщики стали массово бронировать отели, в итоге уже за две недели до матча минимальные цены за ночь достигали двух тысяч евро. Болельщики, оставшиеся без билетов, покупали их у активно работавших перекупщиков, рискуя не попасть на матч из-за того, что билет персонализирован, а УЕФА случайным образом может провести проверку любого зрителя на входе. Помимо этого, на следующий день после выхода «Челси» в главный матч турнира определился второй финалист, которым стала «Бавария» из Мюнхена. В итоге, матч стали называть «домашним финалом» (бав. Finale dahoam).
Также отмечались высокие цены на всё, что связано с футбольной тематикой. Это стало последствием того, что организаторам было необходимо заработать не менее 1,4 миллиона евро для того, чтобы окупить расходы.
Перед матчем стало известно, что главным арбитром встречи станет португалец Педру Проэнса, который до финала Лиги чемпионов также судил 65 матчей под эгидой УЕФА, в том числе финал чемпионата Европы 2004 года среди юношей до 19 лет. Помимо этого он был главным арбитром в двух финалах Кубков Португалии.

## Путь к финалу

### История клубов в Лиге чемпионов и очные встречи
| Команда        | И | В | Н | П | ГЗ | ГП | ±   | О  |
| -------------- | - | - | - | - | -- | -- | --- | -- |
| Бавария        | 6 | 4 | 1 | 1 | 11 | 6  | +5  | 13 |
| Наполи         | 6 | 3 | 2 | 1 | 10 | 6  | +4  | 11 |
| Манчестер Сити | 6 | 3 | 1 | 2 | 9  | 6  | +3  | 10 |
| Вильярреал     | 6 | 0 | 0 | 6 | 2  | 14 | −12 | 0  |

| Команда  | И | В | Н | П | ГЗ | ГП | ±   | О  |
| -------- | - | - | - | - | -- | -- | --- | -- |
| Челси    | 6 | 3 | 2 | 1 | 13 | 4  | +9  | 11 |
| Байер 04 | 6 | 3 | 1 | 2 | 8  | 8  | 0   | 10 |
| Валенсия | 6 | 2 | 2 | 2 | 12 | 7  | +5  | 8  |
| Генк     | 6 | 0 | 3 | 3 | 2  | 16 | −14 | 3  |

«Челси» до 2012 года никогда не выигрывал Лигу чемпионов, а их единственное попадание в финал состоялось в 2008 году в Москве, где лондонцы уступили в серии пенальти «Манчестер Юнайтед». То поражение, по словам Фрэнка Лэмпарда, было очень болезненным, и клубу понадобилось много времени, чтобы вернуться в лидеры. В то же время, многие игроки из состава 2008 года играли и в 2012 году (их называют «старой гвардией»). Также английский клуб четырежды за последние десять лет останавливался на стадии полуфиналов (в сезонах 2003/04, 2004/05, 2006/07 и 2008/09).
Президент «Баварии» Ули Хёнесс ещё в 2010 году заявлял, что клуб должен пробиться в домашний финал. Мюнхенская «Бавария» восемь раз участвовала в финалах Лиги чемпионов (ранее — Кубка европейских чемпионов), в которых четыре раза сумела победить (1974, 1975, 1976 и 2001). Последний финал для клуба был в 2010 году, когда команда проиграла миланскому «Интернационале». В 1999 году в Барселоне состоялся знаменитый финал, в рамках которого мюнхенский клуб выигрывал вплоть до компенсированного времени второго тайма у «Манчестер Юнайтед», однако за несколько минут пропустил два мяча и проиграл в основное время. В финалах 1982 и 1987 годов «Бавария» уступила «Астон Вилле» и «Порту», соответственно.
Между собой команды встречались всего лишь дважды — в четвертьфинале Лиги чемпионов сезона 2004/05. Первый матч состоялся 6 апреля 2005 года в Лондоне и завершился победой лондонского клуба со счётом 4:2. Ответный матч состоялся в Мюнхене 12 апреля, к концу основного времени матча «Челси» выигрывал со счётом 2:1, но на 90-й и 95-й минутах отличились Паоло Герреро и Мехмет Шолль, однако времени на ещё один гол не хватило. «Бавария» уступила с общим счётом 5:6. В четвертьфинале в составах было 5 игроков, участвующих в Лиге чемпионов текущего сезона за клубы-финалисты: за «Челси» играли Фрэнк Лэмпард, Дидье Дрогба, Джон Терри и Петр Чех, а за мюнхенский клуб — Бастиан Швайнштайгер.

### «Челси»
Английский клуб начал выступление в Лиге чемпионов с группового этапа, где одержал 3 победы, дважды сыграл вничью и один раз проиграл (леверкузенскому «Байеру» в гостях). Это позволило набрать 11 очков и выйти с первого места.
«Челси» прошёл «Наполи» на стадии 1/8 финала, проиграв в гостевом матче со счётом 1:3. При этом главный тренер «Челси», португалец Андре Виллаш-Боаш, был уволен в промежутке между играми с итальянской командой за неудовлетворительные результаты клуба. В качестве исполняющего обязанности был назначен итальянец Роберто ди Маттео, ранее игравший за лондонский клуб. Ответный матч против неаполитанского клуба завершился со счётом 3:1 в основное время, и лишь в дополнительное, на 105-й минуте, гол Бранислава Ивановича принёс победу лондонскому клубу. В четвертьфинале «Челси» победил лиссабонскую «Бенфику» с общим счётом 3:1, одержав победы как дома, так и в гостях.
На момент полуфиналов, за два месяца работы Роберто ди Маттео уже выиграл Кубок Англии со своим клубом. Сыграв вничью 24 апреля 2012 года с «Барселоной» на стадионе «Камп Ноу» после домашней победы со счётом 1:0, лондонский «Челси» получил право участвовать в финале Лиги чемпионов. Счёт после двух матчей полуфинала был 3:2 в пользу английского клуба, при этом, несмотря на победу в первом матче, фаворитом поединка всё равно считалась «Барселона». В первом тайме лондонцы пропустили два мяча, а их капитана, Джона Терри, удалили, однако к окончанию тайма они сумели забить гол, а затем выдержать вторую половину. «Барселона» была вынуждена бросить все силы на атаку, так как у лондонского клуба был на счету гол в гостях. Однако Лионель Месси не сумел забить пенальти в начале второго тайма, попав в перекладину, а в концовке матча Фернандо Торрес убежал в контратаку и сравнял счёт в матче.
Из-за перебора жёлтых карточек финальный матч были вынуждены пропустить Раул Мейрелиш, Рамирес и Бранислав Иванович, а также Джон Терри, удалённый Джюнейтом Чакыром в ответном матче полуфинала против «Барселоны». При этом капитану лондонского клуба в случае победы разрешили выйти на поле для участия в церемонии награждения.
Перед финальным матчем стало известно, что вратарь лондонского клуба Петр Чех подготовился к возможной серии послематчевых пенальти, изучив информацию о том, каким образом игроки команды-соперника обычно пробивают одиннадцатиметровые удары.

### «Бавария»

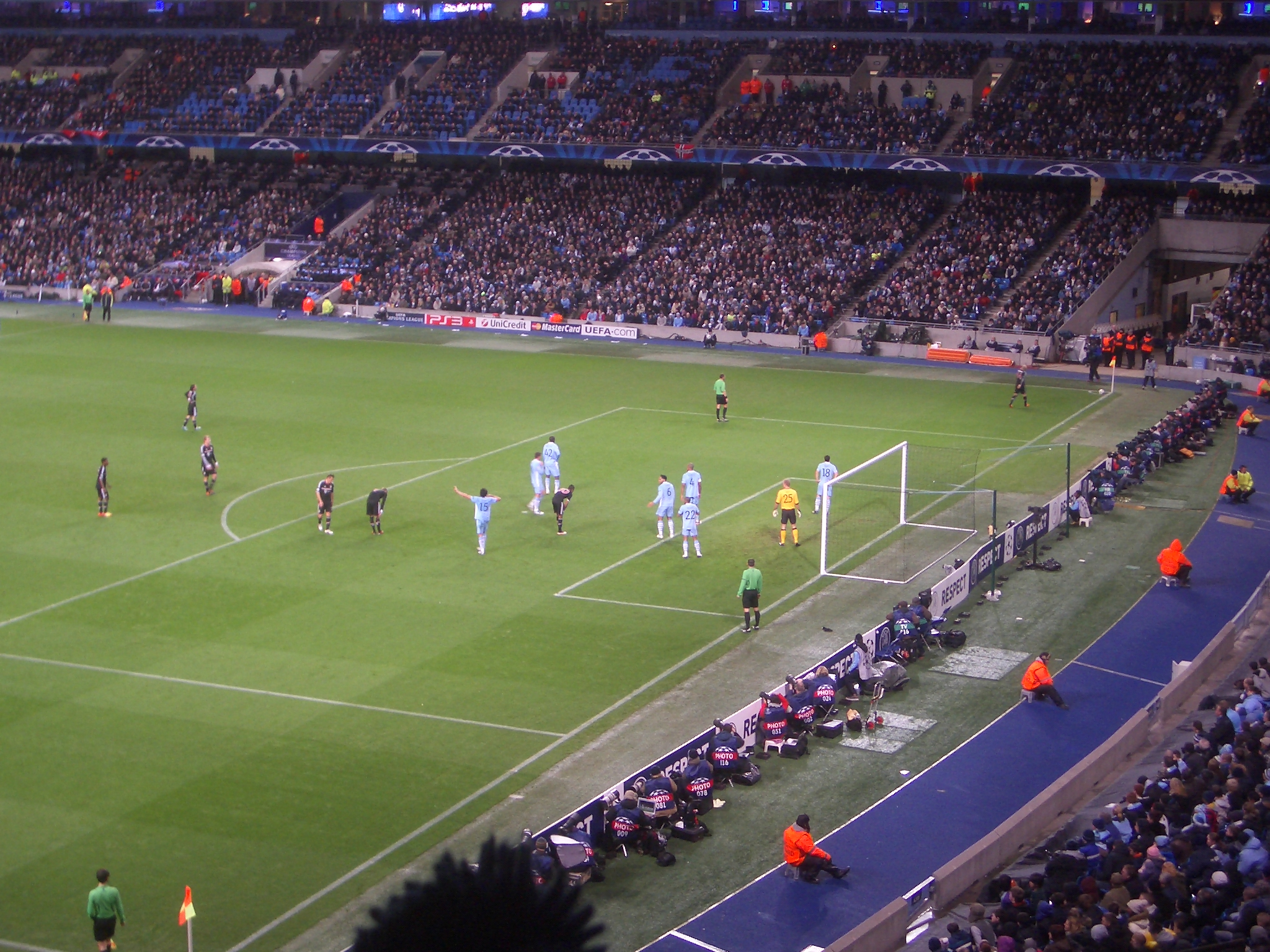
Матч группового этапа между «Манчестер Сити» и «Баварией» в Англии

Немецкий клуб начал выступление в Лиге чемпионов с раунда плей-офф, где играл со швейцарским «Цюрихом». В матчах, проходивших 17 и 23 августа 2011 года, «Бавария» одержала две сухие победы и получила право участия в групповом этапе. Её соперниками стали «Наполи», «Манчестер Сити» и «Вильярреал». В первых пяти играх мюнхенский клуб четырежды победил и сыграл вничью с «Наполи», гарантировав себе выход в 1/8 финала. Последний, шестой матч «Бавария» проиграла «Манчестер Сити» со счётом 0:2, однако его результат уже ничего не решал.
На стадии 1/8 финала мюнхенский клуб уступил в гостях швейцарскому «Базелю» (0:1), однако в ответном домашнем матче победил с разгромным счётом 7:0. В этой игре Марио Гомес оформил покер. В четвертьфинале «Бавария» одержала две победы над французским клубом «Олимпик Марсель» с одинаковым счётом 2:0.
25 апреля 2012 года «Бавария» на стадионе «Сантьяго Бернабеу» в Мадриде уступила «Реалу» со счётом 2:1, но поскольку с таким же счётом она выиграла домашний матч, игра продолжилась и дошла до серии послематчевых пенальти. В основное время ответного матча дублем отметился Криштиану Роналду (забив один гол с пенальти), а у мюнхенского клуба одиннадцатиметровый удар реализовал Арьен Роббен. В серии пенальти лидеры испанского клуба Роналду и Кака не сумели забить вратарю Мануэля Нойера, а Серхио Рамос вовсе пробил выше ворот. Немецкий клуб оказался точнее, не забив лишь дважды: Икер Касильяс парировал удары капитана Филиппа Лама и Тони Крооса. Решающий удар в серии нанёс Бастиан Швайнштайгер, выведя свой клуб в финал на домашнем стадионе.
После фактического попадания в главный матч Лиги чемпионов для мюнхенского клуба он остался единственной возможностью в сезоне выиграть титул, так как чемпионат и Кубок Германии уже выиграла дортмундская «Боруссия». Так, капитан Филипп Лам перед матчем сказал: «Сезон без титула — проигранный сезон в „Баварии“, даже если вы были в двух финалах и вторыми в чемпионате».
Тренер мюнхенского клуба Юпп Хайнкес после поражений в Кубке и чемпионате не мог гарантировать, что останется на посту даже в случае победы в Лиге чемпионов. Из-за перебора жёлтых карточек финальный матч были вынуждены пропустить Луис Густаво, Давид Алаба и Хольгер Бадштубер.

## Матч

### Ход матча

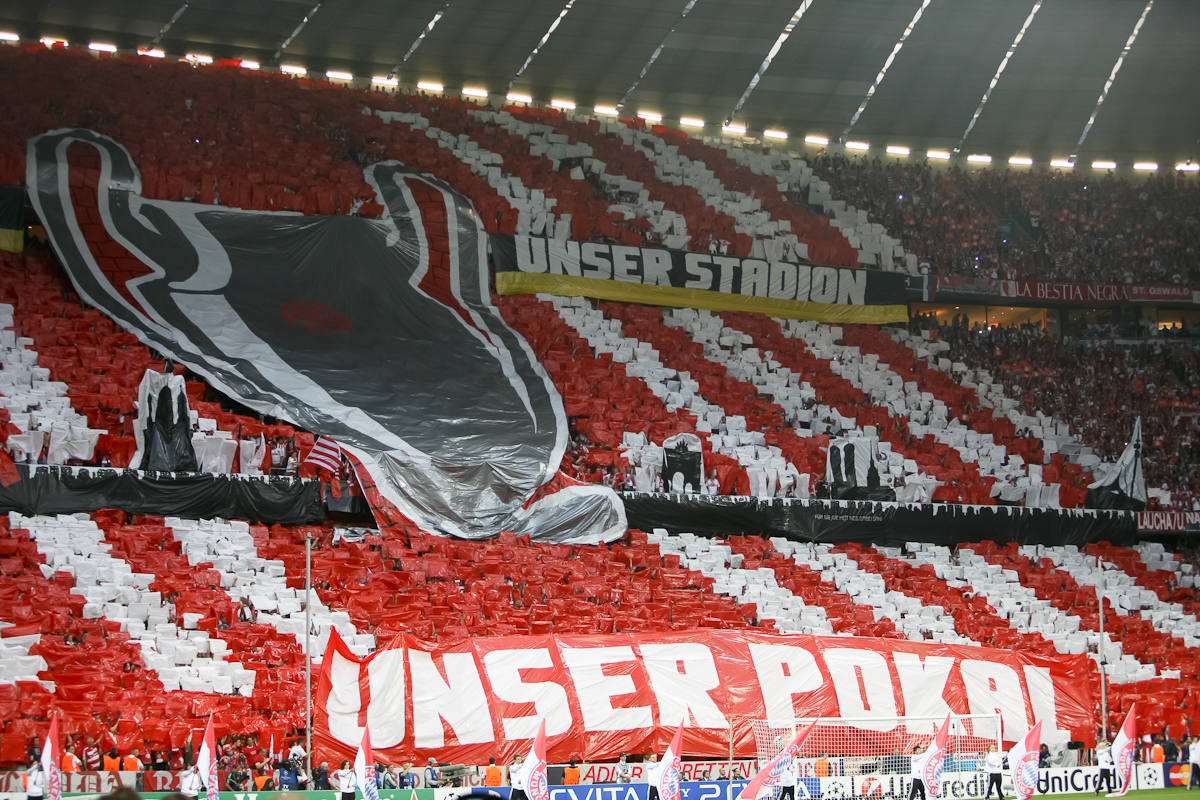
Перфоманс болельщиков «Баварии»

Перед началом игры болельщики «Баварии» организовали перфоманс, в ходе которого создали изображение Кубка чемпионов с надписью «Наш город. Наш стадион. Наш кубок.» (нем. Unsere Stadt. Unser Stadion. Unser Pokal.). В церемонии перед началом матча принял участие певец Йонас Кауфман, тогда же была представлена новая версия гимна Лиги чемпионов. Кауфман изначально планировал петь вживую, но по состоянию здоровья был вынужден лишь находиться на поле во время исполнения гимна под фонограмму. На церемонии также присутствовал скрипач Дэвид Гаретт.

#### Первый тайм

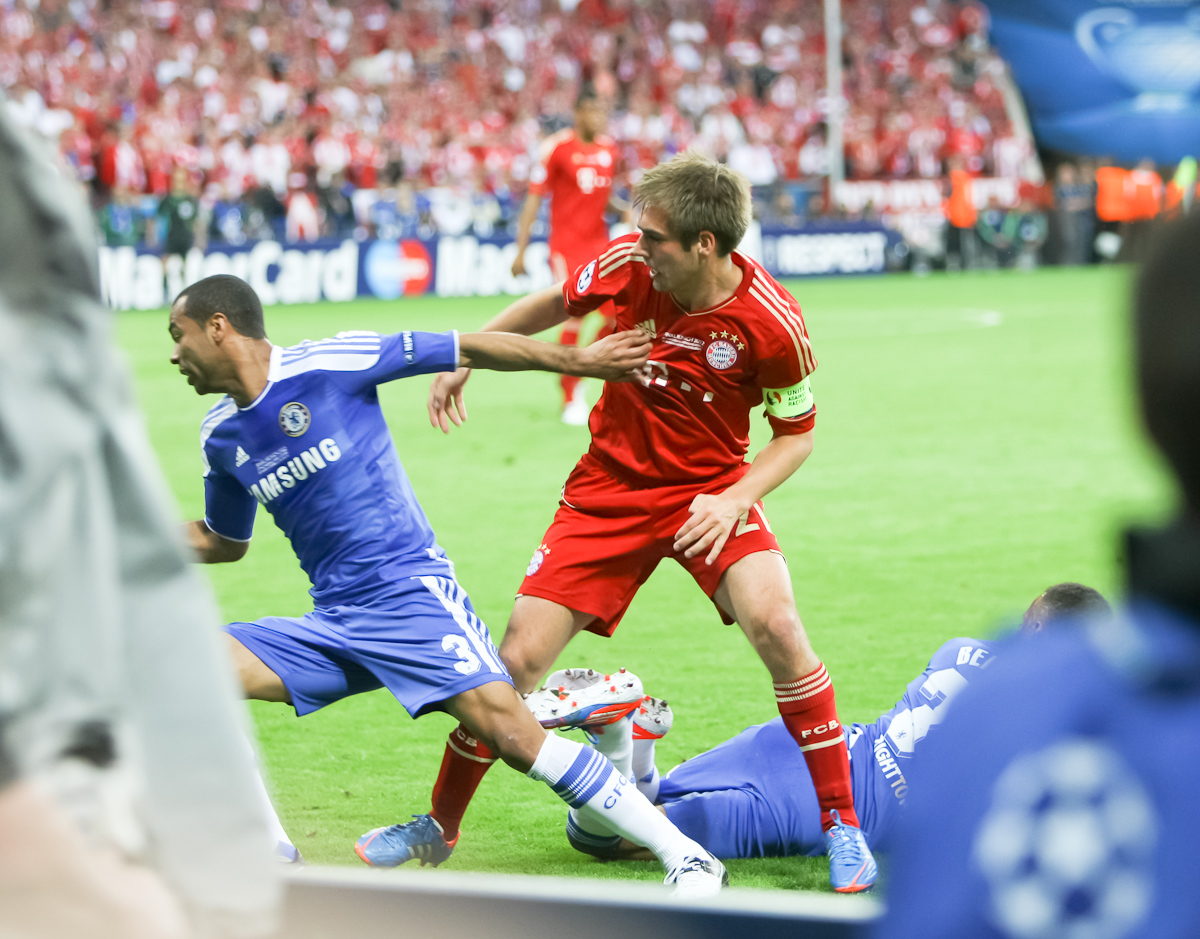
Эшли Коул во время единоборства с Филиппом Ламом в первом тайме

Игра началась в 20:45 по летнему центральноевропейскому времени, первый удар в матче нанесли игроки «Челси». Впервые в истории в финале Лиги чемпионов на поле вышел футболист, никогда прежде не игравший в еврокубках, — это был Райан Бертранд, вышедший на позиции левого полузащитника в «Челси». На первой минуте Тони Кроос получил по ногам после борьбы за мяч Эшли Коула, но Педру Проэнса не наказал игрока карточкой. Однако уже на второй минуте матча жёлтую карточку получил Бастиан Швайнштайгер за игру рукой, это предупреждение, как стало известно позднее, стало самым быстрым в финалах Лиги чемпионов. К пятой минуте мюнхенский клуб уже успел заработать угловой удар, а Тони Кроос нанёс удар с 18 метров, но промахнулся по воротам. Затем «Бавария» продолжала атаковать, Арьен Роббен нанёс неточный удар по воротам на восьмой минуте, а спустя некоторое время после навеса Франка Рибери пробил головой Марио Гомес, но промахнулся по воротам. На 21-й минуте Петр Чех отбил сложный мяч после удара нападающего «Баварии». К середине первого тайма мюнхенский клуб доминировал по всем показателям, владея мячом в 64 % времени, нанеся 6 ударов по воротам и подав 7 угловых. К тому моменту «Челси» ещё ни разу не нанёс удар по воротам Мануэля Нойера.
Во второй половине первого тайма игрок «Челси» Хуан Мата исполнил штрафной удар, пробив выше ворот. Сразу после этого мюнхенский клуб убежал в атаку, и Томас Мюллер после передачи с фланга от Диего Контенто исполнил удар с лёта, но промахнулся по воротам Петра Чеха. Затем последовали поочерёдные атаки, после чего на 37-й минуте Саломон Калу нанёс первый удар по воротам Нойера, который справился с этой атакой. На 42-й минуте «Бавария» убежала в контратаку после потери мяча «Челси» в атаке, но Марио Гомес пробил выше ворот. Первый тайм завершился со счётом 0:0.

#### Второй тайм

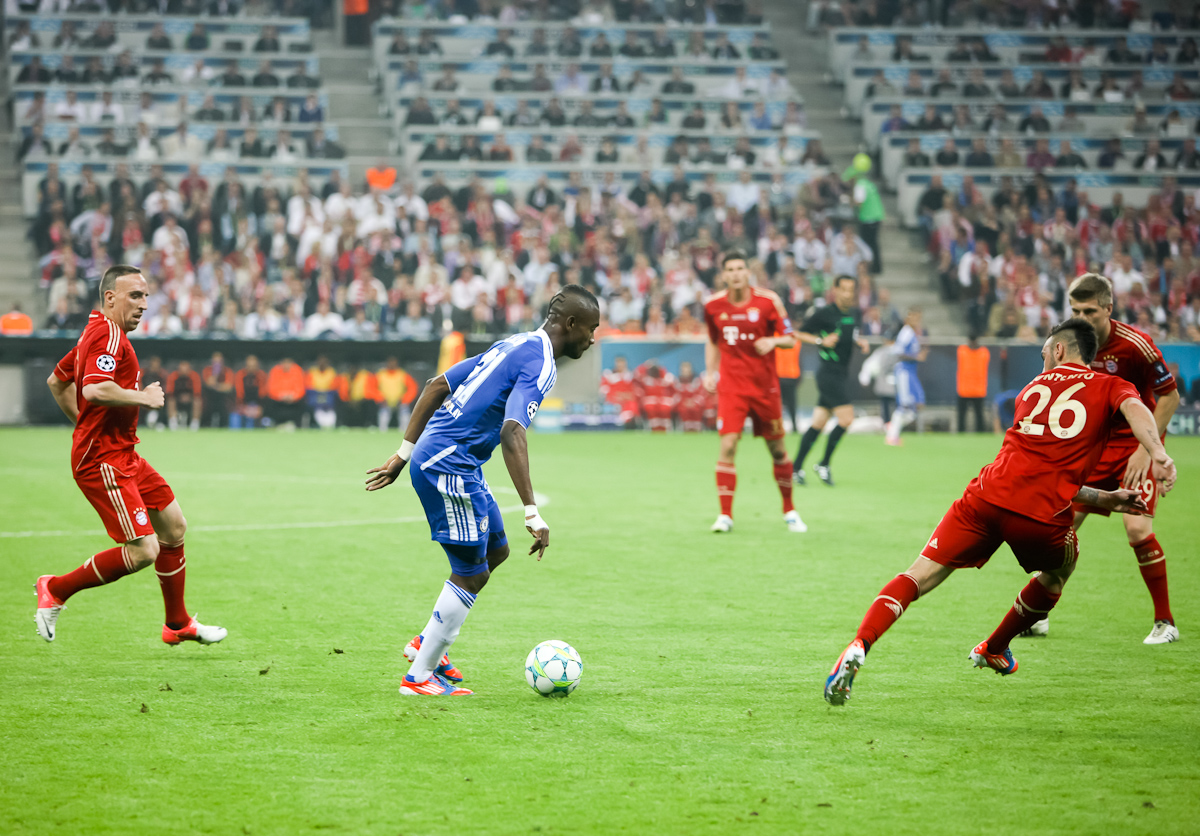
Саломон Калу с мячом в эпизоде против трёх игроков «Баварии» во втором тайме

В начале второго тайма «Бавария» вновь взяла инициативу, постоянно атакуя ворота лондонского клуба. К 70-й минуте матча был установлен рекорд по количеству ударов по воротам в финалах Лиги чемпионов, которых было уже 26. На 78-й минуте Томас Мюллер вновь получил возможность забить, но его удар оказался сорванным и прошёл мимо ворот. Однако уже спустя пять минут после навеса Тони Крооса немецкий футболист открыл счёт в матче, забив ударом головой. Мяч влетел в ворота после отскока от газона.
«Челси» имел в своём распоряжении чуть более пяти минут на спасение матча, но уже на 88-й минуте Дидье Дрогба забил ответный гол головой после подачи Хуана Маты с углового. Этот угловой, заработанный Фернандо Торресом, вышедшим на замену сразу после гола «Баварии», оказался первым для лондонского клуба, тогда как «Бавария» подала уже 20 угловых, а ударов по воротам нанесла 32 против 7 у «Челси». При этом, за минуту до гола английского клуба, Юпп Хайнкес заменил нападающего Томаса Мюллера на защитника Даниэля ван Бюйтена. Основное время матча завершилось со счётом 1:1 после удара выше ворот Дидье Дрогба со штрафного удара, назначенного за фол Франка Рибери против Хуана Маты.

#### Дополнительное время

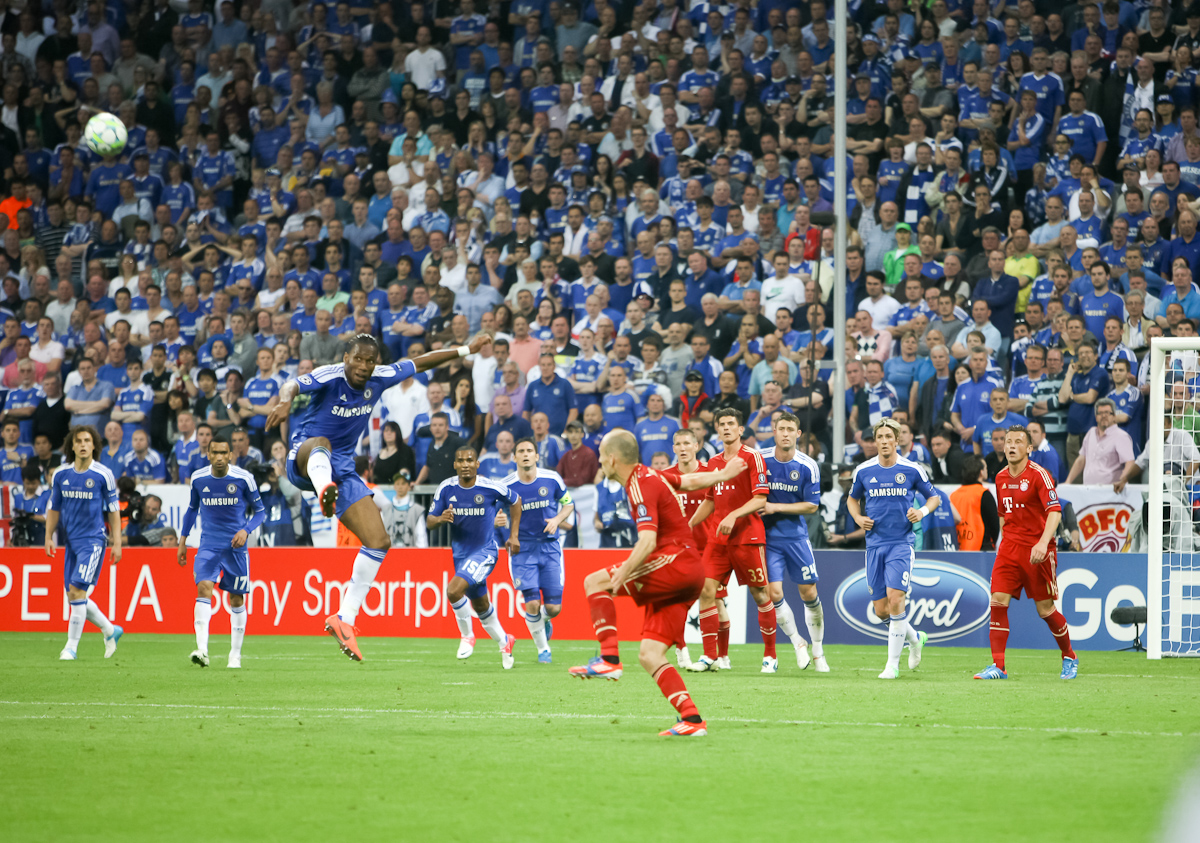
Дополнительное время матча

На 93-й минуте в штрафной площади «Челси» Дидье Дрогба нарушил правила против Франка Рибери, за что судья Педру Проэнса назначил одиннадцатиметровый удар, а ивуарийца наказал жёлтой карточкой. Пенальти отправился бить Арьен Роббен, однако удар получился не сильным, и Петр Чех поймал мяч. Спустя несколько минут Роббен получил возможность пробить по воротам, но промахнулся. В конце первого дополнительного тайма Роббен сыграл рукой, и «Челси» получил право пробить штрафной, однако Филипп Лам справился с последовавшим навесом.
В начале второго дополнительного тайма на 108-й минуте Ивица Олич создал голевой момент, но Даниэль ван Бюйтен не успел добраться до мяча после скидки хорвата в центр вратарской площади. На 112-й минуте Филипп Лам пробил по воротам Петра Чеха, но тот отбил мяч перед собой. Добить мяч пытался Марио Гомес, но попал в Давида Луиса, который выбил его за лицевую линию. Спустя три минуты Джон оби Микел нарушил правила, ударив по ногам Швайнштайгера, но штрафной удар был исполнен неудачно. На 120-й минуте Фернандо Торрес получил жёлтую карточку, после чего дополнительное время завершилось.

#### Серия послематчевых пенальти

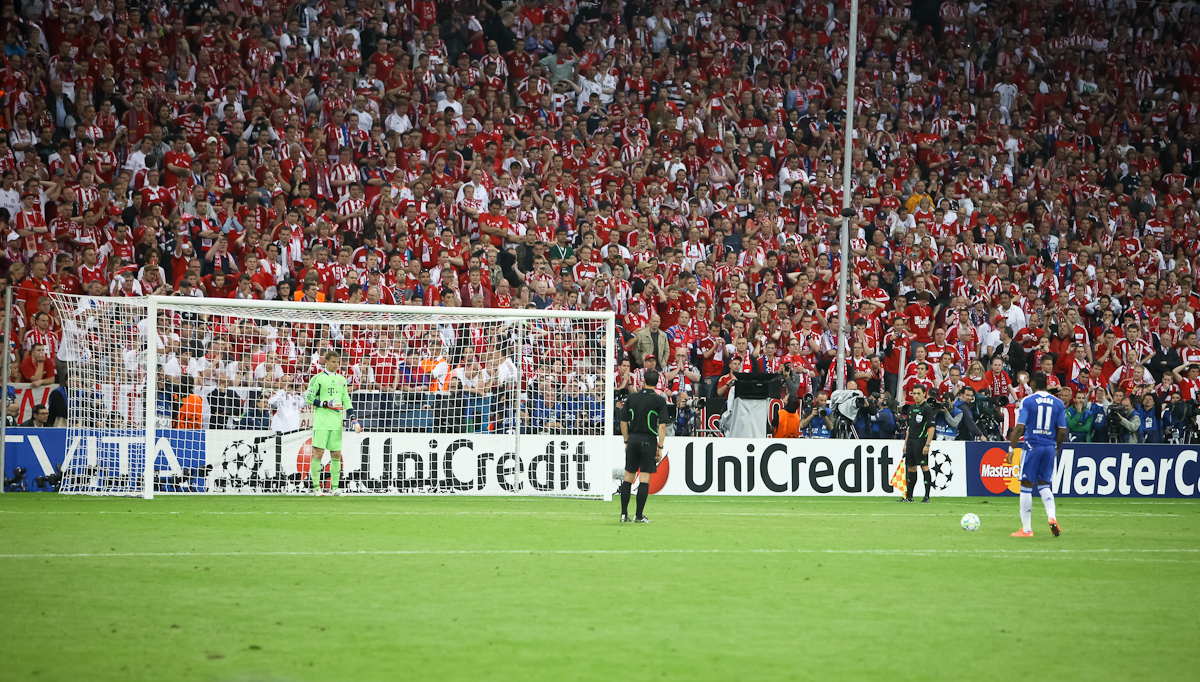
Дрогба перед решающим ударом

Первый удар в серии нанёс капитан «Баварии» Филипп Лам. Он забил, хотя Петр Чех коснулся мяча. За «Челси» отправился бить Хуан Мата, но не забил: Мануэль Нойер угадал направление удара и отбил мяч. Следующие два удара были исполнены на силу, при этом Чех угадал направление удара Марио Гомеса, а Нойер — нет. После гола Давида Луиса бить отправился сам Нойер, и исполнил точный удар в левый угол. Чех направление удара вновь угадал, но не сумел отбить коснувшийся штанги мяч. Фрэнк Лэмпард исполнял удар на силу, благодаря чему Нойер не смог достать мяч. После шести ударов счёт был 3:2 в пользу «Баварии».
Ивица Олич не сумел переиграть Петра Чеха, который уверенно отбил мяч. Эшли Коул во время удара закрутил мяч в правую сторону с левой ноги, не оставив шанса Нойеру. Пятый удар «Баварии» в серии отправился бить Бастиан Швайнштайгер, но мяч попал в штангу после удара с короткого разбега. При этом, Чех и здесь угадал направление удара, в итоге правильно приняв решение во всех шести попытках (из которых все пять пенальти в послематчевой серии).
Решающий удар отправился бить Дидье Дрогба, направивший мяч точно в угол. Мануэль Нойер не угадал направление удара. Впервые в истории клуба «Челси» стал победителем Лиги чемпионов. Также впервые в истории турнира «Бавария» проиграла серию пенальти, а «Челси» её выиграл.

### Отчёт о матче
| Бавария                                   | 1:1 (доп. вр.) | Челси                                       |
| ----------------------------------------- | -------------- | ------------------------------------------- |
| Мюллер 83′                                | (отчёт)        | Дрогба 88′                                  |
| Пенальти                                  |                |                                             |
| Лам · Гомес · Нойер · Олич · Швайнштайгер | 3:4            | Мата · Давид Луис · Лэмпард · Коул · Дрогба |

| Бавария | Челси |

| Вр              | 1  | Мануэль Нойер        |  |     |
| Защ             | 21 | Филипп Лам (к)       |  |     |
| Защ             | 17 | Жером Боатенг        |  |     |
| Защ             | 44 | Анатолий Тимощук     |  |     |
| Защ             | 26 | Диего Контенто       |  |     |
| ПЗ              | 31 | Бастиан Швайнштайгер |  | 2'  |
| ПЗ              | 39 | Тони Кроос           |  |     |
| ПЗ              | 10 | Арьен Роббен         |  |     |
| ПЗ              | 7  | Франк Рибери         |  | 97' |
| Нап             | 25 | Томас Мюллер         |  | 87' |
| Нап             | 33 | Марио Гомес          |  |     |
| Замены:         |    |                      |  |     |
| Вр              | 22 | Ханс-Йорг Бутт       |  |     |
| Защ             | 5  | Даниэль ван Бюйтен   |  | 87' |
| Защ             | 13 | Рафинья              |  |     |
| ПЗ              | 14 | Такаси Усами         |  |     |
| ПЗ              | 23 | Даниел Праньич       |  |     |
| Нап             | 9  | Нильс Петерсен       |  |     |
| Нап             | 11 | Ивица Олич           |  | 97' |
| Главный тренер: |    |                      |  |     |
| Юпп Хайнкес     |    |                      |  |     |

| Вр                      | 1  | Петр Чех          |  |          |
| Защ                     | 17 | Жозе Бозингва     |  |          |
| Защ                     | 4  | Давид Луис        |  | 86'      |
| Защ                     | 24 | Гари Кэхилл       |  |          |
| Защ                     | 3  | Эшли Коул         |  | 81'      |
| ПЗ                      | 12 | Джон Оби Микел    |  |          |
| ПЗ                      | 8  | Фрэнк Лэмпард (к) |  |          |
| ПЗ                      | 21 | Саломон Калу      |  | 84'      |
| ПЗ                      | 10 | Хуан Мата         |  |          |
| ПЗ                      | 34 | Райан Бертранд    |  | 73'      |
| Нап                     | 11 | Дидье Дрогба      |  | 93'      |
| Замены:                 |    |                   |  |          |
| Вр                      | 22 | Росс Тернбулл     |  |          |
| Защ                     | 19 | Паулу Феррейра    |  |          |
| ПЗ                      | 5  | Майкл Эссьен      |  |          |
| ПЗ                      | 6  | Ориоль Ромеу      |  |          |
| ПЗ                      | 15 | Флоран Малуда     |  | 73'      |
| Нап                     | 23 | Дэниел Старридж   |  |          |
| Нап                     | 9  | Фернандо Торрес   |  | 84' 120' |
| И. о. главного тренера: |    |                   |  |          |
| Роберто Ди Маттео       |    |                   |  |          |

| Игрок матча по версии УЕФА Дидье Дрогба (Челси) Игрок матча по версии болельщиков: Петр Чех (Челси) \| Официальные лица[42]: \| \| ----------------------------------------------------------------------------------------------------------------------------------------------------------------------------------------------------------------------------------------- \| \| Боковые судьи: Бертину Миранда Рикарду Сантуш Судьи за воротами: Жорже Соуза Дуарте Гомеш Четвёртый судья: Карлос Веласко Карбальо Резервный судья: Тиагу Тригу Делегат УЕФА: Софоклис Пилавиос Судейский наблюдатель УЕФА: Владимир Сайн \| | Регламент матча - 90 минут основного времени. - 30 минут овертайма в случае ничьей по итогам основного времени - Серия пенальти в случае ничьей по итогам овертайма. - Семь игроков резерва. - Не более трёх замен от каждой команды. |
| Официальные лица: | |
| Боковые судьи: Бертину Миранда Рикарду Сантуш Судьи за воротами: Жорже Соуза Дуарте Гомеш Четвёртый судья: Карлос Веласко Карбальо Резервный судья: Тиагу Тригу Делегат УЕФА: Софоклис Пилавиос Судейский наблюдатель УЕФА: Владимир Сайн | |

### Статистика матча

Тактическая схема на игру

| Командная статистика | Первый тайм | Первый тайм | Второй тайм | Второй тайм | Дополнительное время | Дополнительное время | Всего   | Всего |
| Командная статистика | Бавария     | Челси       | Бавария     | Челси       | Бавария              | Челси                | Бавария | Челси |
| Забито голов         | 0           | 0           | 1           | 1           | 0                    | 0                    | 1       | 1     |
| Всего ударов         | 13          | 2           | 14          | 5           | 8                    | 2                    | 35      | 9     |
| Ударов в створ       | 2           | 1           | 4           | 2           | 1                    | 0                    | 7       | 3     |
| Сейвов               | 1           | 2           | 1           | 3           | 0                    | 1                    | 2       | 6     |
| Владение мячом       | 60 %        | 40 %        | 52 %        | 48 %        | 59 %                 | 41 %                 | 56 %    | 44 %  |
| Угловых              | 8           | 0           | 9           | 1           | 3                    | 0                    | 20      | 1     |
| Нарушений            | 4           | 9           | 6           | 9           | 4                    | 8                    | 14      | 26    |
| Офсайдов             | 0           | 1           | 1           | 0           | 0                    | 1                    | 1       | 2     |
| Жёлтых карточек      | 1           | 0           | 0           | 2           | 0                    | 2                    | 1       | 4     |
| Красных карточек     | 0           | 0           | 0           | 0           | 0                    | 0                    | 0       | 0     |

| Статистика игроков | Статистика игроков   | Статистика игроков | Статистика игроков | Статистика игроков | Статистика игроков | Статистика игроков | Статистика игроков | Статистика игроков | Статистика игроков | Статистика игроков | Статистика игроков | Статистика игроков | Статистика игроков | Статистика игроков | Статистика игроков |
| ------------------ | -------------------- | ------------------ | ------------------ | ------------------ | ------------------ | ------------------ | ------------------ | ------------------ | ------------------ | ------------------ | ------------------ | ------------------ | ------------------ | ------------------ | ------------------ |
| Бавария            | Бавария              | Бавария            | Бавария            | Бавария            | Бавария            | Бавария            | Бавария            | Челси              | Челси              | Челси              | Челси              | Челси              | Челси              | Челси              | Челси              |
| №                  | Игрок                | На поле            | Фолы               | Голы               | Удары              | Офс.               | Карт.              | №                  | Игрок              | На поле            | Фолы               | Голы               | Удары              | Офс.               | Карт.              |
| 1                  | Мануэль Нойер        | 127'03"            |                    |                    |                    |                    |                    | 1                  | Петр Чех           | 127'03"            |                    |                    |                    |                    |                    |
| 7                  | Франк Рибери         | 101'41"            | 3/4                |                    | 2 (0)              | 1                  |                    | 3                  | Эшли Коул          | 127'03"            | 2/1                |                    |                    |                    | Предупреждён       |
| 10                 | Арьен Роббен         | 127'03"            | 1/1                |                    | 10 (5)             |                    |                    | 4                  | Давид Луис         | 127'03"            | 5/0                |                    |                    |                    | Предупреждён       |
| 17                 | Жером Боатенг        | 127'03"            | 3/0                |                    |                    |                    |                    | 8                  | Фрэнк Лэмпард (к)  | 127'03"            | 1/0                |                    |                    |                    |                    |
| 21                 | Филипп Лам (к)       | 127'03"            | 0/1                |                    |                    |                    |                    | 10                 | Хуан Мата          | 127'03"            | 0/2                |                    | 1 (0)              |                    |                    |
| 25                 | Томас Мюллер         | 87'11"             | 1/4                | 83′                | 4 (2)              |                    |                    | 11                 | Дидье Дрогба       | 127'03"            | 4/2                | 88′                | 4 (2)              | 1                  | Предупреждён       |
| 26                 | Диего Контенто       | 127'03"            | 0/6                |                    |                    |                    |                    | 12                 | Джон Оби Микел     | 127'03"            | 2/0                |                    |                    |                    |                    |
| 31                 | Бастиан Швайнштайгер | 127'03"            | 1/3                |                    | 1 (0)              |                    | Предупреждён       | 17                 | Жозе Бозингва      | 127'03"            | 1/2                |                    |                    |                    |                    |
| 33                 | Марио Гомес          | 127'03"            | 1/1                |                    | 3 (0)              |                    |                    | 21                 | Саломон Калу       | 84'53"             | 6/0                |                    | 1 (1)              | 1                  |                    |
| 39                 | Тони Кроос           | 127'03"            | 2/3                |                    | 3 (0)              |                    |                    | 24                 | Гари Кэхилл        | 127'03"            | 1/2                |                    |                    |                    |                    |
| 44                 | Анатолий Тимощук     | 127'03"            | 0/1                |                    |                    |                    |                    | 34                 | Райан Бертранд     | 74'04"             | 1/0                |                    |                    |                    |                    |
| 22                 | Ханс-Йорг Бутт       | не играл           | не играл           | не играл           | не играл           | не играл           | не играл           | 22                 | Росс Тернбулл      | не играл           | не играл           | не играл           | не играл           | не играл           | не играл           |
| 5                  | Даниэль ван Бюйтен   | 39'52"             | 1/2                |                    |                    |                    |                    | 5                  | Майкл Эссьен       | не играл           | не играл           | не играл           | не играл           | не играл           | не играл           |
| 9                  | Нильс Петерсен       | не играл           | не играл           | не играл           | не играл           | не играл           | не играл           | 6                  | Ориоль Ромеу       | не играл           | не играл           | не играл           | не играл           | не играл           | не играл           |
| 11                 | Ивица Олич           | 25'22"             | 1/0                |                    | 1 (0)              |                    |                    | 9                  | Фернандо Торрес    | 42'10"             | 2/2                |                    |                    |                    | Предупреждён       |
| 13                 | Рафинья              | не играл           | не играл           | не играл           | не играл           | не играл           | не играл           | 15                 | Флоран Малуда      | 52'59"             | 1/1                |                    |                    |                    |                    |
| 14                 | Такаси Усами         | не играл           | не играл           | не играл           | не играл           | не играл           | не играл           | 19                 | Паулу Феррейра     | не играл           | не играл           | не играл           | не играл           | не играл           | не играл           |
| 23                 | Даниел Праньич       | не играл           | не играл           | не играл           | не играл           | не играл           | не играл           | 23                 | Дэниел Старридж    | не играл           | не играл           | не играл           | не играл           | не играл           | не играл           |

## Анализ тактики
Роберто ди Маттео использовал оборонительный стиль игры в финале, что сказалось на отсутствии Фернандо Торреса в стартовом составе. Тренер «Челси» применил асимметричную схему, сместив защиту на левый фланг, а нападение — на правый. Молодой Райан Бертранд играл в полузащите на левом фланге, хотя сам он является защитником. Таким образом, защита фланга была усилена, что мешало развивать капитану мюнхенского клуба Филиппу Ламу атаку. Также это позволило переместить опытного Саломона Калу на правый фланг, где играли Франк Рибери и Диего Контенто. Ди Маттео предполагал, что последний может начать ошибаться, позволяя «Челси» убегать в атаку. Однако в ходе игры Контенто не ошибался, а у ворот «Баварии» надёжно действовали Анатолий Тимощук и Жером Боатенг.
Лондонский клуб не старался постоянно владеть мячом, позволяя игрокам «Баварии» подходить к своим воротам, но на входе в штрафную площадь стабильно защищался и отбирал мяч, благодаря чему из 43 ударов 22 были заблокированы. Помимо этого, один из центральных защитников «опекал» Марио Гомеса. Тактика изменилась после пропущенного гола, когда сразу был выпущен на поле Фернандо Торрес. Он сумел спустя несколько минут после выхода на поле организовать атаку, которая привела к первому угловому удару «Челси» в матче, и именно он позволил сравнять счёт.
Юпп Хайнкес организовал атакующий стиль игры. Нападающий Арьен Роббен в течение игры постоянно менял фланги атаки, в результате чего получалось иногда подходить к воротам английского клуба и наносить опасные удары. Томас Мюллер, также игравший в нападении с Роббеном, тоже часто менял фланги, обостряя атаку. Связующие функции выполнял Тони Кроос, а Швайнштайгер занял позицию «глубокого» полузащитника. В защиту Хайнкес поставил Анатолия Тимощука, который в паре с Жеромом Боатенгом надёжно предотвращал немногочисленные атаки «Челси». Таким образом, схема «Баварии» на финальный матч изменилась с 4-3-3 на 4-2-3-1.
Тактика на протяжении игры почти не менялась, и всё происходило по одному сценарию: игроки «Челси» блокировали большинство атак мюнхенского клуба на входе в штрафную площадь, не давая забить гол. При этом в другую сторону атаки проходили редко: максимум три игрока лондонского клуба могли побежать к воротам Нойера. Единственный мяч «Бавария» забила после навеса, когда за Марио Гомесом следил Давид Луис, Гари Кэхилл вовсе не участвовал в эпизоде, а Эшли Коул не сумел помешать автору гола Томасу Мюллеру.

## Церемония награждения

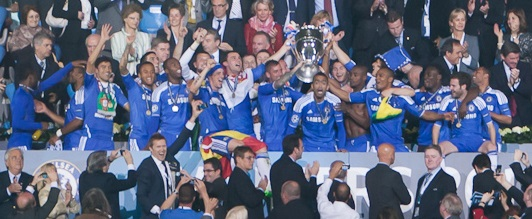
Игроки «Челси» с главным трофеем Лиги чемпионов

Церемония награждения состоялась сразу после окончания финального матча. В церемонии участвовал президент Германии Йоахим Гаук и президент УЕФА Мишель Платини, вручавший как серебряные медали игрокам мюнхенского клуба, так и золотые футболистам «Челси». В конце он вручил кубок Джону Терри, не принявшему участие в финале из-за красной карточки в ответном матче против «Барселоны», однако ему было разрешено в случае победы участвовать в церемонии награждения.

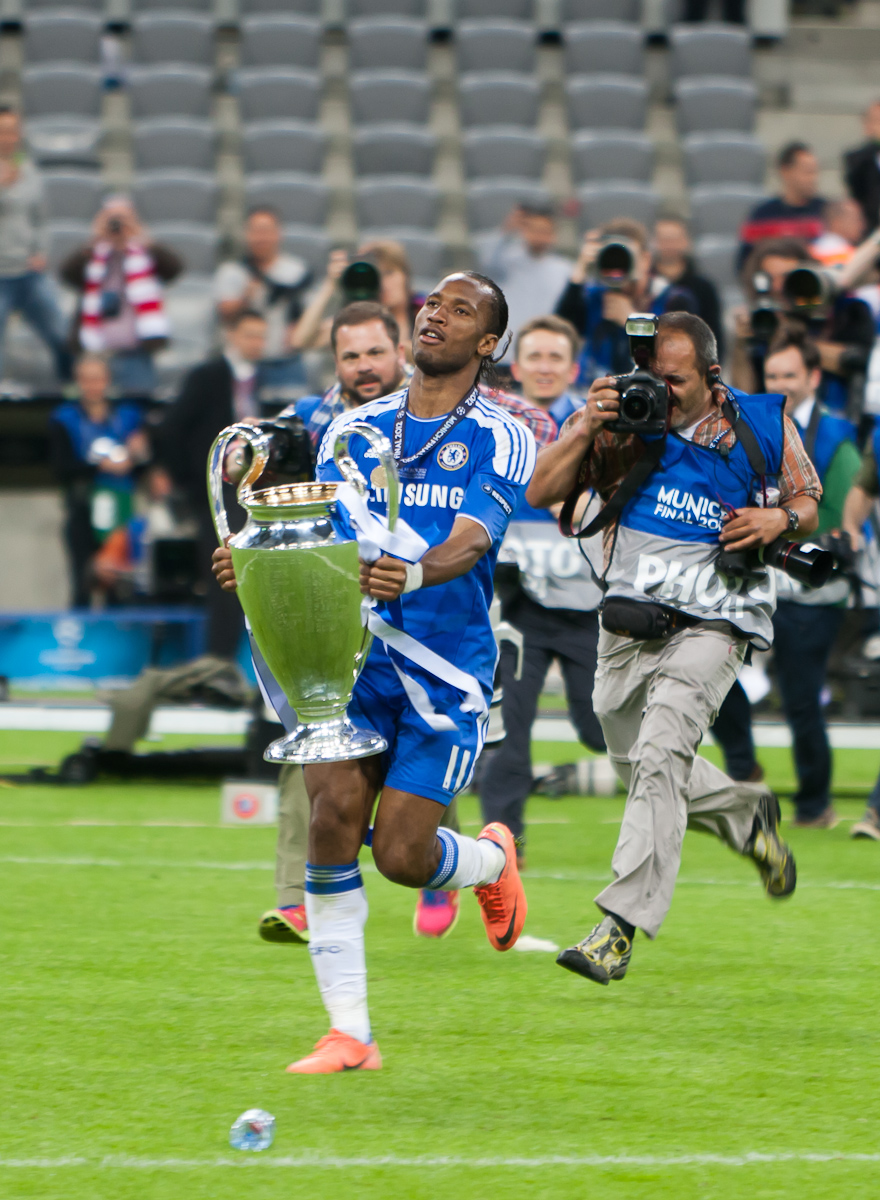
Дидье Дрогба с Кубком чемпионов

Лучшим игроком матча был признан Дидье Дрогба по версии УЕФА и Петр Чех по версии болельщиков.
Бастиан Швайнштайгер, расстроенный незабитым решающим пенальти в серии, не заметил протянутой руки президента и прошёл мимо, за что позднее попросил прощения. Он также пояснил, что «ничего не замечал вокруг себя, был в отчаянии, разочарован и парализован».

## Трансляция
Хоствещателем матча была компания Sky Deutschland. Сигнал транслировался более чем в 200 стран мира в стандартном, высоком и 3D качествах. Немецкий телеканал Sat.1 во время серии пенальти смотрели 20,38 миллиона зрителей, среди которых было более 70 % человек моложе 50 лет. Это стало рекордным показателем в истории телеканала. Согласно оценкам УЕФА, за матчем наблюдали более 300 миллионов человек.

## Реакция

### Игроки и футбольные эксперты

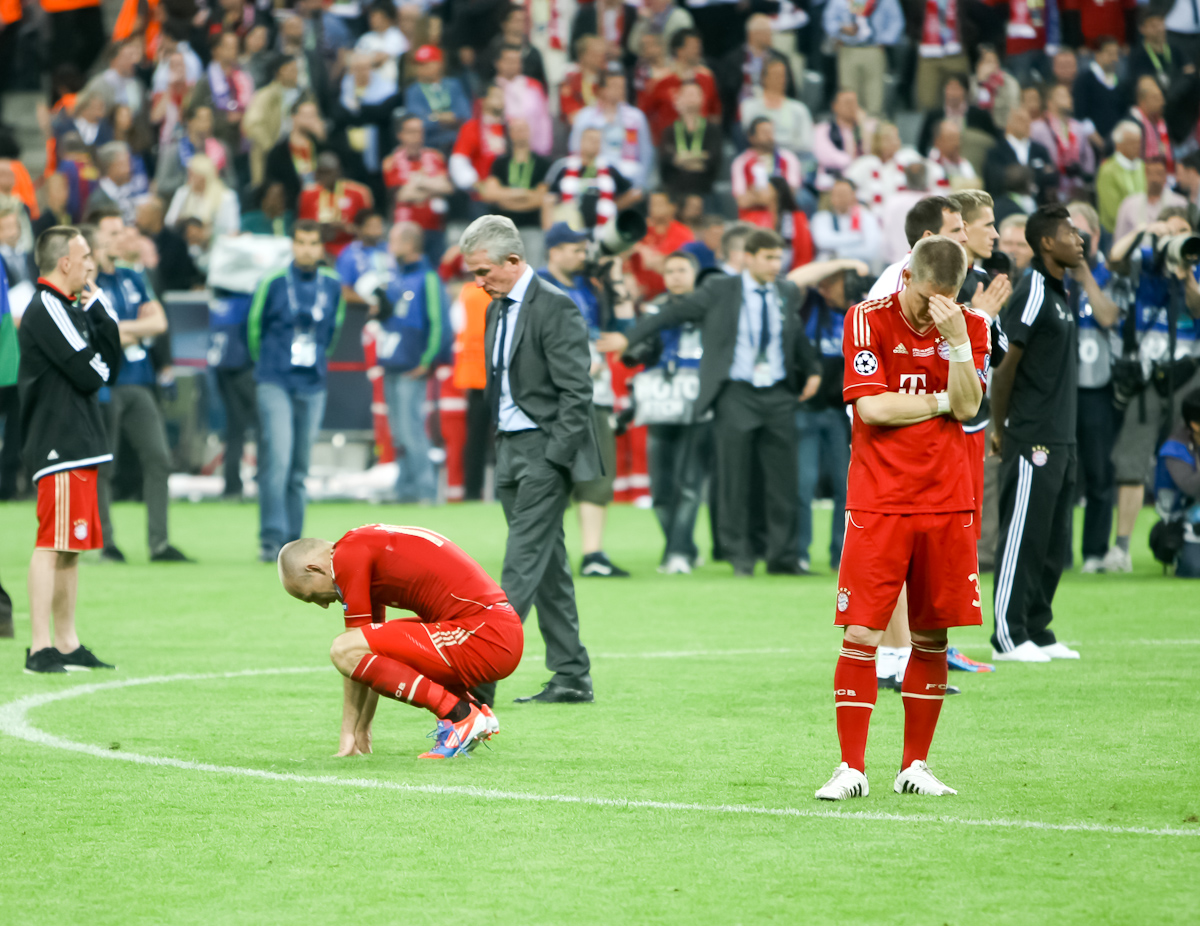
Игроки и тренер «Баварии» после окончания матча

Тренер «Баварии» Юпп Хайнкес после матча сказал, что его клуб сам виноват в том, что не сумел удержать преимущество, и был наказан за свои ошибки, а серия пенальти — это всегда лотерея. Тренер «Челси» Роберто ди Маттео воспринял победу эмоционально и не мог сдержать слёз радости, в то же время признав, что серия пенальти действительно является лотереей, и именно «Челси» в этот день повезло.
Футбол и жизнь иногда бывают непредсказуемыми и сумасшедшими. У нас был сложный сезон, и закончить его вот так - невероятное достижение. Очень рад за футболистов: они так долго и тяжело работали ради этого. "Бавария" сегодня играла очень хорошо. Это прекрасная команда, что подтверждают ее выход в финал и несколько выигранных кубков. Я понимаю чувства наших соперников - проигрывать по пенальти всегда очень обидно.Роберто ди Маттео
Йоахим Лёв, главный тренер сборной Германии, отметил разочарование от финала, в то же время считая сезон «Баварии» великолепным. Франц Беккенбауэр назвал это поражение одним из самых горьких за всю историю. Президент «Баварии» Ули Хёнесс не может объяснить, каким образом можно было проиграть финал после того, как мюнхенцы повели 1:0, а потом ещё и получили право на пенальти. Председатель «Баварии» Карл-Хайнц Румменигге спустя год вспоминал свои ощущения после поражения, отметив лица тысяч разочарованных фанатов, и не мог поверить, как мюнхенцам вообще удалось восстановиться после такого шока.
Президент «Челси» Брюс Бак отметил феноменальную работу Роберто ди Маттео и пообещал в ближайшую неделю принять решение о его будущем в клубе. Также он отметил Дидье Дрогба.
Томас Мюллер отметил, что «не раз видел, когда турниры выигрывают не всегда лучшие команды», а вратарь «Челси» Петр Чех вспомнил поражение 2008 года, и по поводу игры сказал: «Чем позже назначается пенальти, тем больше вероятность, что игрок выберет силу, а не технику». Незабивший одиннадцатиметровый удар во время матча Арьен Роббен отметил, что его удар «был ужасным», и вообще он планировал пробить «сильнее и выше, но не получилось». Джон Терри отметил, что лондонский клуб на пути к финалу постоянно списывали со счетов, но «"Челси" навеки вписал себя в мировую футбольную историю». Райан Бертранд, которого ди Маттео выпустил играть с первых минут, не поверил в это решение тренера, когда узнал о нём.
Игроки лондонского «Тоттенхэма», занявшие четвёртое место в чемпионате Англии и после победы «Челси» над «Баварией» лишившиеся права участвовать в Лиге чемпионов следующего сезона, испытали разные эмоции: Бенуа Ассу-Экотто был просто разочарован, а Луи Саа несмотря на такое же состояние отметил, что «Челси» одержал «великую победу в великом финале».
Михаэль Баллак, игравший ранее за оба клуба, отметил, что лондонцы заслужили победу. Гари Линекер к своему известному утверждению, что «в футбол играют 22 человека, а побеждают немцы», после матча добавил, что «отныне это не так».

### Политики

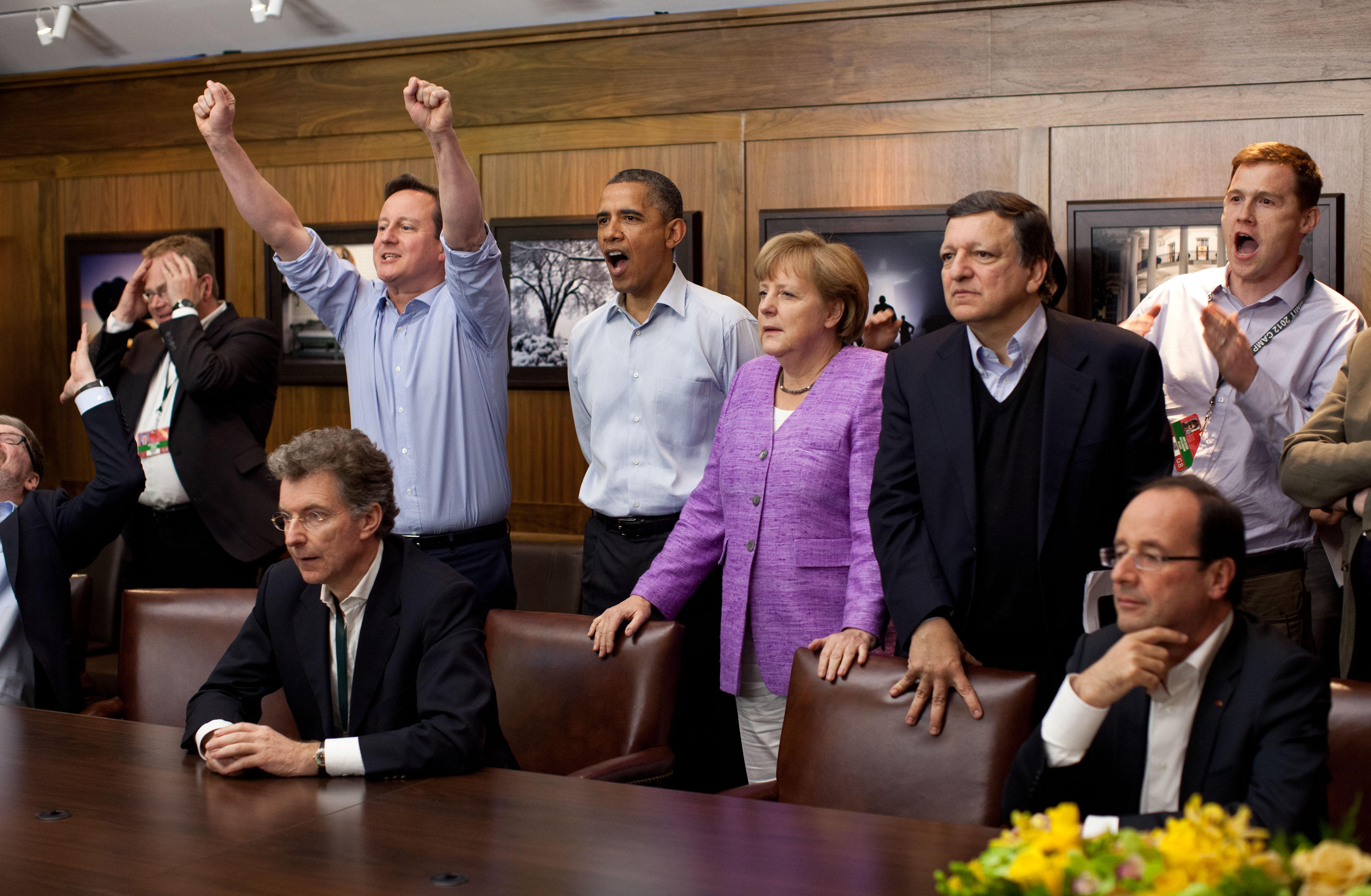
Политики во время саммита G8 смотрят финал Лиги чемпионов

За финальным матчем на саммите G8 наблюдали известные политики, собравшиеся в загородной резиденции Барака Обамы. Премьер-министр Великобритании Дэвид Кэмерон во время совместного просмотра матча поддерживал «Челси» и радовался его победе, тогда как канцлер Германии Ангела Меркель была сдержанной. Кэмерон после матча сказал, что «посмотреть серию пенальти между английской и немецкой командами и в итоге победить — необыкновенный опыт».

### СМИ
Немецкие газеты в основном называли результат не соответствующим игре. Frankfurter Allgemeine Zeitung считает, что команда потеряла самообладание в самый важный момент, хотя играла лучше. Der Spiegel назвал поражение «горьким концом провального сезона». Журнал kicker прокомментировал матч следующим образом: «Драма с пенальти: Дрогба становится кошмаром „Баварии“», а Bayerischer Rundfunk заявил, что «„Челси“ украл у „Баварии“ Кубок».
Английская газета Sunday Times выпустила новость с заголовком «Короли Европы!», отметив, что для завоевания единственного титула Европейских чемпионов пришлось «штурмом брать цитадель противника». Таблоид The Sun в воскресенье выпустил новость с заголовком «Диди [Дидье Дрогба] сделал это!» The Guardian назвал триумф лондонского клуба «великим спасением» (англ. great escape), вспомнив то, что помимо событий в ходе игры пришлось спасать и серию пенальти, которая, «казалось, неумолимо шла в пользу соперников».
В Испании Marca назвала исход матча «продолжением проклятия „Баварии“», а El Mundo отметила, что «Богиня Фортуна была щедра к „старой гвардии“». Заголовком итальянской газеты La Gazzetta dello Sport был следующим: «Drogba d’Europa. Его величество „Челси“. Ди Маттео и Дрогба торжествуют, „Бавария“ плачет. Роббен снова виноват», а Il Tempo просто отметила «невероятный триумф „Челси“». Французская газета L’Equipe отметила Дидье Дрогба сравнив его с королём, а Le Monde выпустила новость с заголовком «Героический Дрогба принёс победу „Челси“». Аналогично вклад Дидье Дрогба отметила испанская La Vanguardia. Австрийская газета Kronen Zeitung прокомментировала исход матча, заявив, что «Мюнхен в трауре!», а в России победу лондонского клуба «Советский спорт» назвал «сбывшейся мечтой олигарха». Чешская газета Blesk отметила важнейшую роль в серии пенальти Петра Чеха, который стал четвёртым в истории своей страны обладателем Кубка чемпионов. Хорватское издание Večernji list отметило, что «Ивица [Олич] стал одним из футболистов „Баварии“, которому не повезло» и благодаря сэйву Чеха лондонский клуб «восстал из пепла».

## После матча

### «Челси»

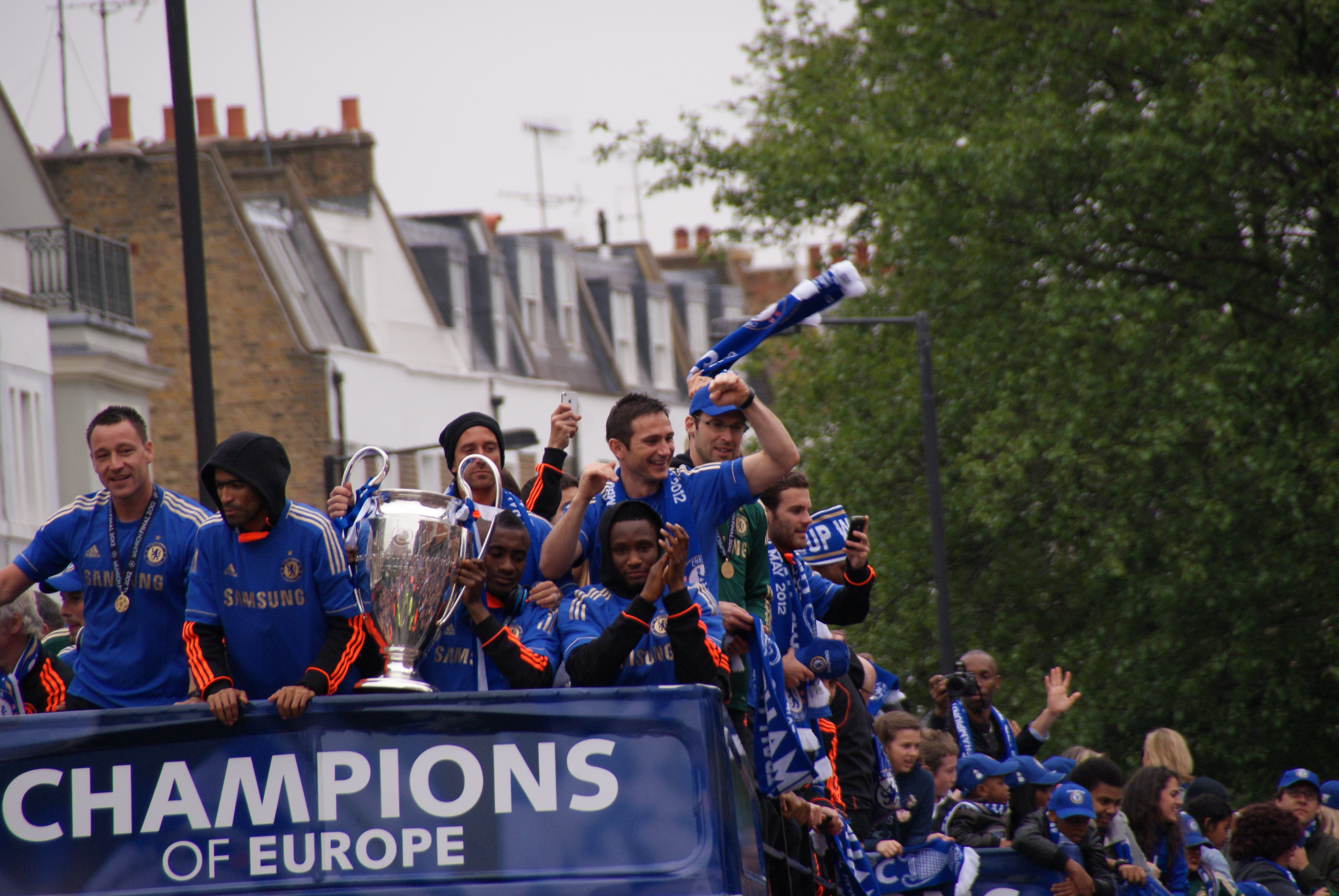
Игроки и официальные лица «Челси» во время парада

Победа «Челси» в Лиге чемпионов стала первой для клубов из Лондона. Вечером 20 мая 2012 года состоялся парад в честь «Челси», проходивших в Западном Лондоне. Болельщики вышли на улицы, чтобы увидеть футболистов и официальных лиц, которые на двух автобусах направлялись от домашнего стадиона «Стэмфорд Бридж» к Парсонс Грин (боро Хаммерсмит и Фулем). Во время парада на «даблдекерах» также находились и два завоёванных в завершившимся сезоне трофея — Кубок европейских чемпионов и Кубок Англии.
Несмотря на то, что лондонский клуб завершил выступление в чемпионате Англии лишь на шестом месте, именно он на правах победителя получил возможность участвовать в следующей Лиге чемпионов вместо другого лондонского клуба «Тоттенхэм Хотспур». Также он стал участником Суперкубка УЕФА, где встретился с победителем Лиги Европы мадридским «Атлетико» и уступил со счётом 1:4; Радамель Фалькао оформил в матче хет-трик. Зимой 2012 года в Японии лондонский клуб участвовал в клубном чемпионате мира, где дошёл до финала. Там он уступил бразильскому «Коринтиансу» со счётом 0:1. В розыгрыше Лиги чемпионов сезона 2012/13 «Челси» занял третье место в групповом этапе, «вылетев» в Лигу Европы, но выиграл этот турнир, победив лиссабонскую «Бенфику» в финальном матче. Эта победа также стала первой в истории клуба.

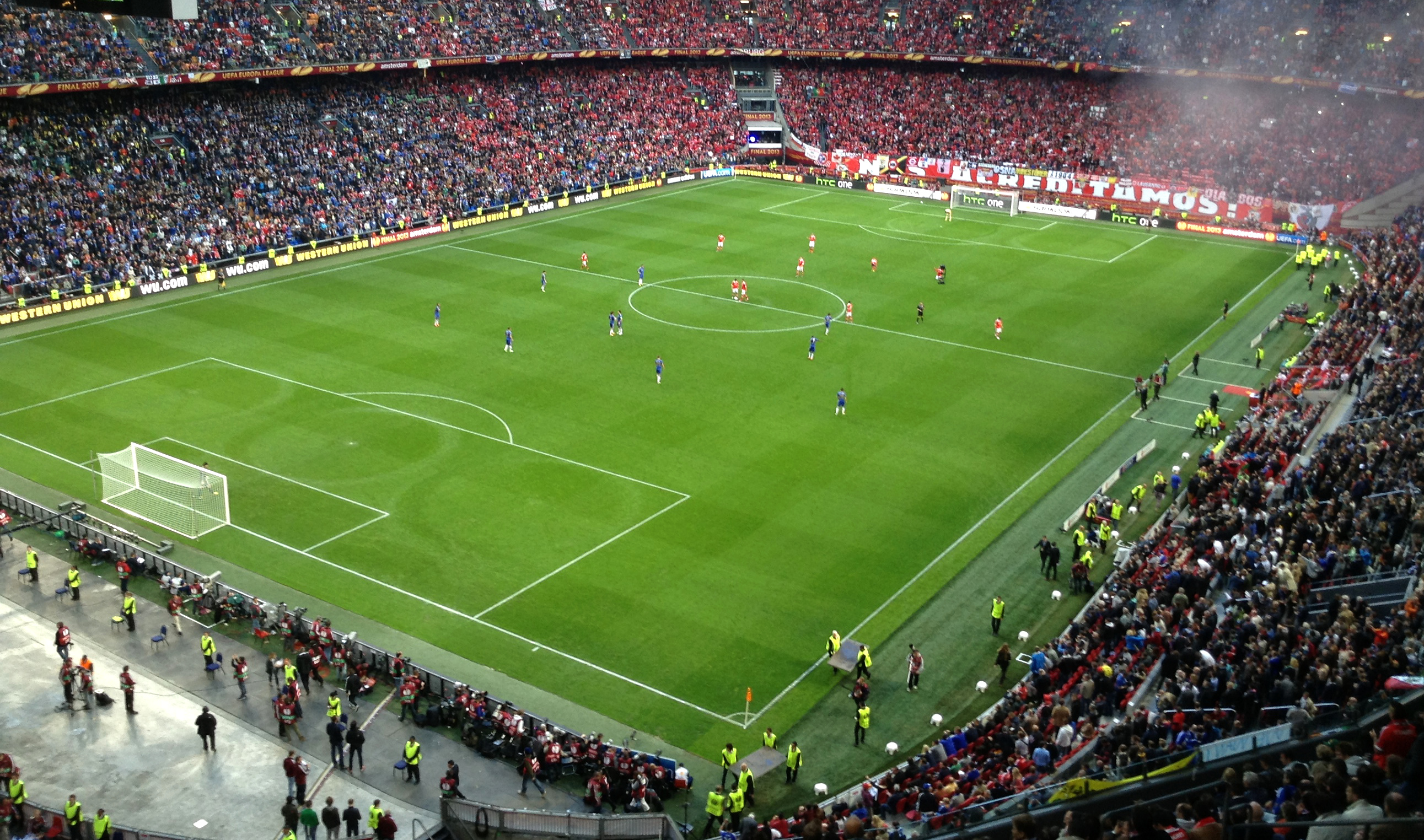
Спустя год после победы в Лиге чемпионов, «Челси» выиграл финал Лиги Европы

22 мая признанный лучшим игроком финального матча Дидье Дрогба объявил о том, что эта игра стала для него последней за «Челси», тем не менее, в 2014 году он вернулся в Лондон, где играл в течение года, а с 2018 вновь стал работать в клубе в должности посла компании «Yokohama», которая является спонсором «Челси».
Роберто ди Маттео в июне подписал с клубом двухлетний контракт, став полноценным тренером «Челси», однако уже в ноябре был уволен из-за «недостаточно хороших результатов», его на этом посту сменил Рафаэль Бенитес.

### «Бавария»

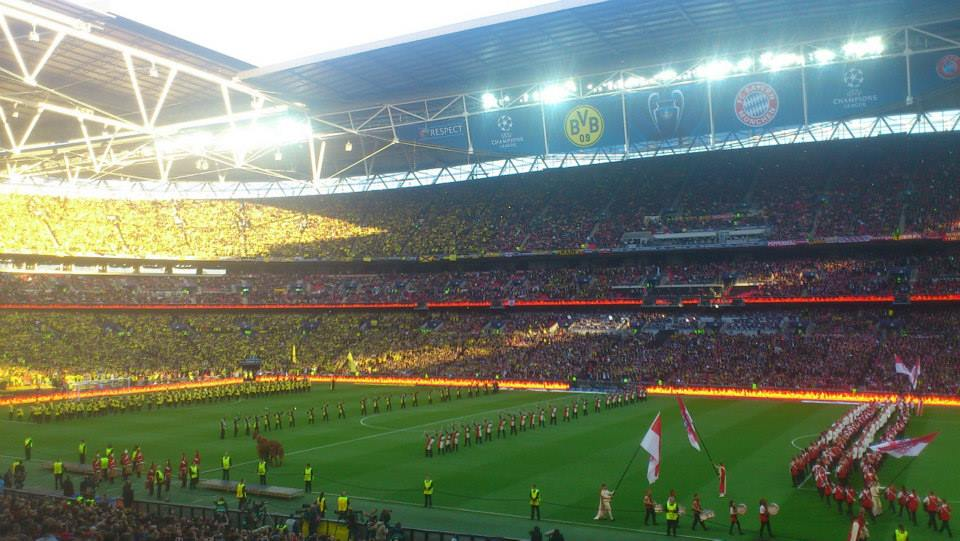
«Бавария» выиграла следующий финал Лиги чемпионов

Спортивный директор «Баварии» Кристиан Нерлингер подал в отставку после поражения клуба в финальном матче, его на посту сменил Маттиас Заммер. Поражение сильно повлияло на игроков, в результате чего многим из них потребовался психолог, так как уже 9 июня нужно было играть первую игру на чемпионате Европы 2012 года.
В новом сезоне в Баварию пришли Хави Мартинес и Марио Манджукич, что позволило усилить команду. В самом начале сезона в августе «Бавария» выиграла Суперкубок Германии. В чемпионате Германии сезона 2012/13 мюнхенский клуб занял первое место с преимуществом в 25 очков над дортмундской «Боруссией», а после его окончания в финале Лиги чемпионов в Лондоне одержал победу над той же «Боруссией». 1 июня был выигран четвёртый титул из четырёх возможных — Кубок Германии. После победного сезона тренер Юпп Хайнкес объявил об отставке, его на посту сменил Хосеп Гвардиола.

### Суперкубок УЕФА 2013
Победители Лиги чемпионов и Лиги Европы 2013 года, соответственно, «Бавария» и «Челси» вновь встретились в финале Суперкубка УЕФА 2013 года, однако тренеры обеих команд были новые — лондонский клуб был под руководством португальца Жозе Моуриньо, а мюнхенский — Хосепа Гвардиолы. Игра закончилась в основное время вничью со счётом 1:1, голы забили Фернандо Торрес и Франк Рибери. В начале дополнительного времени Эден Азар вывел «Челси» вперёд, однако новичок «Баварии» Хави Мартинес сравнял счёт за несколько секунд до конца. Игра перешла в серию пенальти, где немецкий клуб взял реванш за поражение 2012 года. «Челси» же проиграл второй подряд Суперкубок УЕФА.

### Отчёты
| - UCL — 2011/12 Season — Team statistics (англ.) (PDF). UEFA (19 мая 2012). - UCL — 2011/12 Season — Half Time Report — Final — Saturday 19 May 2012 (англ.) (PDF). UEFA (19 мая 2012). - UCL — 2011/12 Season — Full Time Report — Final — Saturday 19 May 2012 (англ.) (PDF). UEFA (19 мая 2012). - UCL — 2011/12 Season — Tactical Line-ups — Final — Saturday 19 May 2012 (англ.) (PDF). UEFA (19 мая 2012). | - UCL — 2011/12 Season — Full Time Tactical Line-ups — Final — Saturday 19 May 2012 (англ.) (PDF). UEFA (19 мая 2012). - UCL — 2011/12 Season — Match Press Kit — Matchday 13 (англ.) (PDF). UEFA (17 мая 2012). - UCL — 2011/12 Season — Competition Format (англ.) (PDF). UEFA (19 мая 2012). - UCL — 2011/12 Season — Player Summary Statistics — Final — Saturday 19 May 2012 (англ.) (PDF). UEFA (20 мая 2012). |